# Karl Lennart Oesch
Karl Lennart Oesch (8 de agosto de 1892 - 28 de marzo de 1978) fue uno de los generales de Finlandia durante la Segunda Guerra Mundial. Dirigió a las tropas de mayor cualificación y, al final de la Guerra de Continuación, casi dos tercios de los tropas finesas de tierra estaban bajo su control. Oesch adquirió gran reputación por saber hacer frente a situaciones difíciles, rasgo que Mannerheim supo aprovechar al máximo.

## Juventud
Karl Lennart Oesch (el usaba Lennart como primer nombre pero normalmente se hace referencia a él como Karl Lennart o K.L) era hijo de padres suizos que se mudaron a Finlandia antes de su nacimiento. Lennart tuvo doble nacionalidad, finlandesa y suiza, hasta 1920. Fue al colegio en Sortavala, República de Carelia, y estudio en el departamento de matemáticas y física de la Universidad de Helsinki desde 1911 hasta 1915.

## Jägers y guerra civil
Se unió a los Jägers finlandeses en 1915 y se entrenó y luchó en el escuadrón 27. Cuando los Jägers volvieron a Finlandia en febrero de 1918, entró como capitán en el ejército finés. Durante la guerra civil finlandesa Oesch comando un batallón de infantería.

## Periodo de entreguerras
En los años 20 y 30 Oesch ascendió rápidamente en el ejército finlandés.Estudio en la academia militar francesa desde 1923 hasta 1926, cuando regresó a Finlandia fue nombrado director de la recién creada academia general Sotakorkeakoulu puesto que ocupó hasta 1929.En 1930 fue ascendido a mayor-general y jefe del estado mayor, puesto que ocupó durante casi una década.

Como jefe del estado mayor se convirtió en uno de los hombres más influyentes del ejército finlandés.Fue el impulsor de las reformas efectuadas a principios de la década de 1930 (los nuevos planes de movilización fueron diseñados por el entonces teniente coronel Aksel Airo).Oesch también fue viceministro de interior durante la crisis provocada por la Rebelión de Mäntsälä.Fue ascendido a Teniente general en 1936.

## Guerra de invierno y Paz provisional
Cuando da comienzo la Guerra de Invierno el 30 de noviembre con la invasión soviética, Oesch continuaba como jefe del estado mayor en cuartel general supremo finlandés bajo las órdenes de Mannerheim.Curiosamente se sabe poco del papel que desempeñaba Oesch, donde solía estar a la sombra de Aksel Airo y Mannerheim.

Oesch consiguió su oportunidad de mostrar su talento como comandante en el frente en marzo de 1940.El ejército rojo había sorprendido a los finlandeses cruzando la bahía de Viipuri y abriéndose paso por su orilla occidental.Mannerheim había creado un grupo de la costa para repeler al enemigo, pero su primer oficial Kurt Martti Wallenius fue licenciado con deshonor después de solo 3 días al mando.La situación era extremadamente crítica y Oesch fue designado para ocuparse de ella.La defensa finlandesa de la costa consistía en batallones mal equipados formados por combatientes de avanzada edad o reservista trasladados apresuradamente desde Laponia.Oesch fue capaz de mantener unida esta desgastada y variopinta tropa hasta el final de la guerra el 13 de marzo de 1940, causando un gran número de bajas al ejército rojo y entorpecer significativamente su avance.Mannerheim a considerar a si a Oesch como un hombre a quien recurrir en situaciones difíciles.

Durante la paz provisional, como se conoce al periodo de paz entre la guerra de invierno y la de continuación, Oesch retomó su puesto anterior como jefe del estado mayor durante unas pocas semanas hasta que fue elegido para estar al mando del ejército finlandés II en abril de 1940.

## Guerra de Continuación

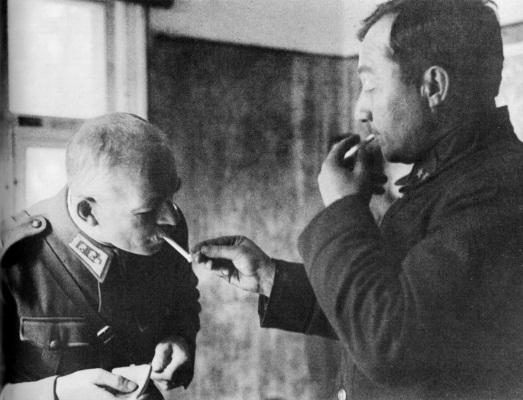
El comandante de división soviético Vladimir V. Kirpitsnikov, prisionero de guerra en 1941, enciende una hoguera para el general finlandés Lennart Oesch. Kirpitsnikov fue atrapado dentro de un bolsillo (motti) durante la reconquista finlandesa de Carelia.

En el comienzo de la Guerra de Continuación en junio de 1941, Oesch fue puesto al mando cuarto ejército finlandés. Su misión era avanzar hacia el sur del Istmo de Carelia, pero Mannerheim dio prioridad al ejército de Erik Heinrichs que avanzaba por el norte Carelia al norte del lago Ladoga. Oesch no tuvo permiso para emprender la ofensiva hasta el 20 de agosto de 1941, casi dos meses después del comienzo de la guerra Oesch y su jefe del estado mayor el coronel Valo Nihtilä, decidieron emprender el ataque dos días después.
En cuanto el ejército de Oesch se puso en marcha, avanzó rápidamente. Pero el estrés le obligó a ser licenciado por enfermedad durante 15 días el 20 de agosto de 1941. Sin embargo, a petición de Nihtilä, Oesch regresó el 30 de agosto. En los días anteriores el cuarto ejército finlandés había entrado en Víborg, que hasta 1939 era la ciudad más grande de Finlandia. Pero la mayor victoria de Oesch aún estaba por llegar.

En los últimos días de agosto de 1941 las fuerzas de Oesch cercaron a 3 divisiones soviéticas (las divisiones de infantería 43, 115 y 123) en un hueco en Porlampi, al sur de Víborg, Aunque parte de las tropas del ejército rojo consiguieron escapar (dejando tras de si el equipo pesado), el 1 de septiembre el resto de las tropas comenzaron a rendirse. Los finlandeses capturaron 9325 prisioneros de guerra entre ellos la unidad 43 de infantería soviética al cargo del mayor general Vladimir Kirpichnikov. Unos 7500 hombres del ejército rojo murieron y fueron enterrados en el campo de batalla y se capturó un gran botín. El ejército finlandés solo tuvo 3000 bajas. Oesch acababa de conseguir una de las mayores victorias en la historia militar de Finlandia. Sin embargo en este periodo Oesch dio una controvertida orden que le valdrían ser más tarde juzgado y condenado como criminal de guerra (Ver abajo).

En marzo de 1942, las fuerzas finlandesas fueron divididas en tres grupos. A Oesch se le dio el mando del grupo de Olonets entre los lagos Onega y Ladoga. Casi inmediatamente tuvo lugar, en abril de 1942, tuvo lugar un fuerte ataque soviético que fue decisivamente derrotado tras diez días de batalla. A medida que la guerra avanzaba, se hizo cada vez más claro que Alemania perdería la guerra, y los finlandeses tenían que encontrar una salida. Oesch estaba preocupado por planificar la fortificación y defensa de su frente, pero mantenía mucha atención de lo que sucedía en otros lugares.

La ofensiva del Ejército Rojo sobre el Istmo de Carelia empezó el 9 de junio de 1944, y rompió la línea principal de defensa finlandesa al día siguiente. No exitia un mando unificado en la zona y ese fue reconocido como el principal problema de los finlandeses. En la mañana del 14 de junio de 1944, Oesch recibió una llamada del Teniente general Aksel Airo: "En el Istmo todo se va al infierno. Ve allí por orden del comandante en jefe, el ejército es tuyo. Laatikainen está cerca de Viipuri". Oesch recibió el título de comandante en el istmo y el estado mayor se reunió con el y se puso a sus órdenes. Por segunda vez, Oesch era enviado a una zona crítica de combate, y esta vez era más crítica que nunca. De haber vencido la resistencia en el istmo probablemente los soviéticos hubiera logrado tomar Finlandia.

A pesar de la pérdida de Viipuri el 20 de junio de 1944, Oesch logró mantener las fuerzas finlandesas unidas. Nuevas divisiones y brigadas fueron enviadas para reforzar el istmo y el valle de Viipuri, y finalmente Oesch reunió tres ejércitos bajo su mando (III, IV y V), casi tres cuartas partes de los efectivos finlandeses. Las tres victorias decisivas de Finlandia en Tali-Ihantala, valle de Viipuri and Vuosalmi fueron obtenidas por las fuerzas de Oesch. Durante la batalla de Tali-Ihantala, Oesch fue premiado con la Cruz de Mannerheim el 26 de junio de 1944. Permaneció comandando las tropas del istmo hasta octubre de 1944, un mes después del final de la guerra.

Oesch cosechó, durante la guerra, grandes resultados. Pero siempre sintió que sus logros nunca fueron plenamente reconocidos, Mannerheim nunca promocionó su ascenso a general y aunque siempre reconoció sus méritos nunca se encontró entre sus favoritos.

## Juicio por crímenes de guerra
Después de la Guerra de Continuación la carrera militar de Oesch se truncó. Después de servir de nuevo durante casi un año como jefe del estado mayor decidió retirarse por propia voluntad en septiembre de 1945. Al ser reclamado por los soviéticos como criminal de guerra. Al principio Oesch pensó en escapar a Suecia, pero finalmente decidió quedarse y enfrantarse a las acusaciones. Ese mismo mes fue arrestado y más tarde juzgado. Cuatro años antes, en septiembre de 1941, Oesch había dado la orden de que los guardias disparasen a los prisioneros de guerra si estos se negaban a cumplir las órdenes.No se conocen los detalles del caso, pero al parecer varios soldados finlandeses de gatillo fácil, se tomaron la orden como libertad para disparar, y varios prisioneros de guerra soviéticos fueron asesinados. Oesch fue acusado de 17 ejecuciones.
De acuerdo con los finlandeses las pruebas de la responsabilidad de Oesch en estas ejecuciones eran bastante dudosas. Pero en el clima político de la posguerra, Finlandia debía cumplir con las exigencias de los soviéticos para no darles excusas para intervenir aún más en los asuntos de Finlandia. Oesch fue condenado a 12 años de cárcel por la corte militar finalndesas el 19 de julio de 1946, aunque la sentencia fue conmutada por 3 años en el tribunal supremo el 2 de febrero de 1948. No obstante fue el fin de su carrera militar. Oesch es el único oficial finlandés condenado por crímenes de guerra.

## Vida posterior
Después de que Oesch saliera de la cárcel en febrero de 1948, se dedicó a la historia militar, investigando y escribindo extensamente sobre experiencia de Finlandia en la Segunda Guerra Mundial.Su libro sobre las batallas de verano, es todavía un valioso estudio sobre el tema. También fue uno de los fundadores y el editor jefe de una popular revista sobre la historia de Finlandia en la Segunda Guerra Mundial. Oesch fue nombrado doctor honoris causa de filosofía por la Universidad de Turku en 1960. Pero cuando Oesch murió en Helsinki el 28 de marzo de 1978, el todavía estaba resentido por no haber sido ascendido a general aun cuando, en los años de posguerra muchos militares en reserva lo habían conseguido.

## Vida personal
Karl Lennart Oesch se casó con Anna Niskanen y tuvieron dos hijos: su hijo Karl Christian (nacido en 1921) y su hija Ann-Mari (nacida en 1922).